# دیویس پرالتا
دیویس پرالتا (انگلیسی: Davis Peralta؛ زادهٔ ۱۵ ژوئن ۱۹۴۸) بازیکن بسکتبال اهل پاناما بود.